# Scotogramma defessa
Scotogramma defessa là một loài bướm đêm trong họ Noctuidae.